# Slagborr

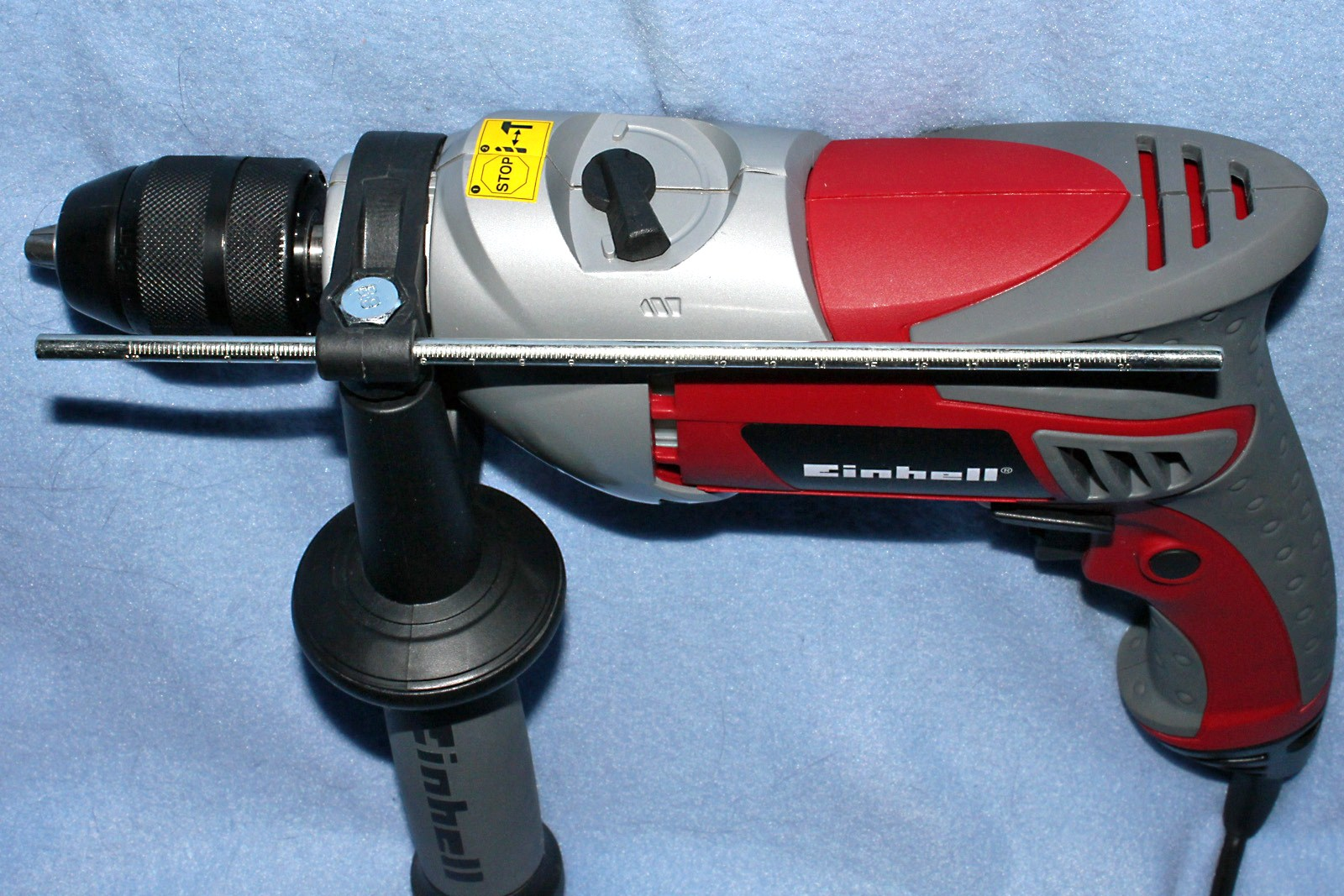
Slagborrmaskin tillverkad av Einhell.

Slagborr är en borr som inte bara roterar utan även har en rörelse fram och tillbaka. Denna rörelse fram och tillbaka kallas för slag, avståndet mellan fullt ute och fullt inne kallas för slaglängden. Slagborr används i mellanhårda material som till exempel tegel. En större borrmaskin med kraftigare slag brukar kallas för borrhammare.

## Tryckluftsborrar
En tryckluftsborr är en typ av slagborr som drivs med tryckluft. En tryckluftsborr drivs oftast av en dieseldriven kompressor som ger borren tryckluft genom en slang.